# Wechselflexion
Unter Wechselflexion versteht man die Stammveränderung eines Worts innerhalb eines Paradigmas zur Kennzeichnung von Kriterien, die diesem Paradigma normalerweise untergeordnet sind. Als Beispiel: Im Deutschen gibt es für die meisten Verben zwei Stämme, nämlich einen für das Präsens (z. B. leb-, red-, heb-) und einen für das Präteritum (z. B. lebt-, redet-, hob-). Von diesem Stamm ausgehend, lassen sich die jeweils untergeordneten Formen zur Personen- und Numerusflexion ableiten: ich leb-/red-/heb-e, du leb-/red(e)-/heb-st usw.

## Beispiele im Deutschen
Wechselflexion ist insofern eine Ausnahmeerscheinung, als sie das einheitliche Paradigma durch Stammwechsel verkompliziert, z. B. beim deutschen Verb geben, welches Umlautung des Stammvokals e > i in der 2. und 3. Person des Singular Präsens zeigt (du gib-st, er gib-t, aber: ich geb-e, wir geb-en, ihr geb-t, sie geb-en). Ein anderes Beispiel ist das Hilfsverb haben, welches seinen Stamm in eben der 2. und 3. Singular verkürzt von hab- > ha- (du ha-st, er ha-t, aber: ich hab-e, wir hab-en usw.).
Wechselflexion kann auch zur generellen Unterscheidung von Singular und Plural dienen, vgl. deutsche Modalverben wie z. B. mögen mit dem Stamm mag- im Präsens Singular und dem Stamm mög- im Plural.
Wechselflexion ist vorwiegend ein Phänomen der Verbalflexion oder Konjugation; sie tritt in vielerlei Sprachen auf.

## Beispiele aus anderen Sprachen
Italienisch
Wechsel des Stammvokals in der 1./2. Plural im Präsens:
Bsp. noi usc-iamo („wir gehen aus“), voi usc-ite („ihr geht aus“), aber: io esc-o („ich gehe aus“), tu esc-i („du gehst aus“) usw.
Rumänisch
Wechsel des Stammvokals in der 1./2. Plural im Präsens:
Bsp. noi zbur-ăm („wir fliegen“), voi zbur-aţi („ihr fliegt“), aber: eu zbor („ich fliege“), tu zbor-i („du fliegst“).
Bosnisch/Kroatisch/Serbisch
Wechsel des stammauslautenden Konsonanten in der 1. Singular und der 3. Plural Präsens:
Bsp. ja mog-u („ich kann“), oni mog-u („sie können“), aber: ti mož-e-š („du kannst“), mi mož-e-mo („wir können“) usw.